# L'Étiquette
L'Étiquette est une pièce de théâtre en trois actes de Françoise Dorin créée le 14 janvier 1983 au théâtre des Variétés.

## Argument
Sur le thème de Roméo et Juliette, un garçon et une fille amoureux sont séparés par l'hostilité de leurs familles respectives. Arthur est le fils Caporet et Georgette est la fille Montardu. La situation est d'autant plus difficile qu'une réglementation nouvelle vient d'imposer à toute la population le port d'une étiquette : les « C » pour les « cons » et les « I » pour les « intellectuels ».
Les Caporet sont des intellectuels entièrement dévoués à la culture, tandis que les  Montardu sont des caricatures de Français moyens amateurs de nourriture et d'automobile. Les Caporet méprisent les Montardu qui détestent les Caporet.
Arrive le demi-frère Caporet, un marin au long cours qui avait été absent durant dix ans. Il découvre cette situation ubuesque et va venir au secours des amoureux...

## Fiche technique
- Mise en scène : Pierre Dux
- Décors : Georges Wakhevitch
- Costumes : Sylvie Poulet

## Distribution
- Georges : Jean Piat
- Gabrielle Caporet : Claude Gensac
- Paul Caporet : Bernard Sancy
- Arthur Caporet : Thierry Redler
- Mathilde Montardu : Micheline Luccioni
- Roger Montardu : Jacques Fabbri
- Georgette Montardu : Fabienne Tricottet
- M. Bauchard : Jacques Dynam